# Kröpcke-Uhr

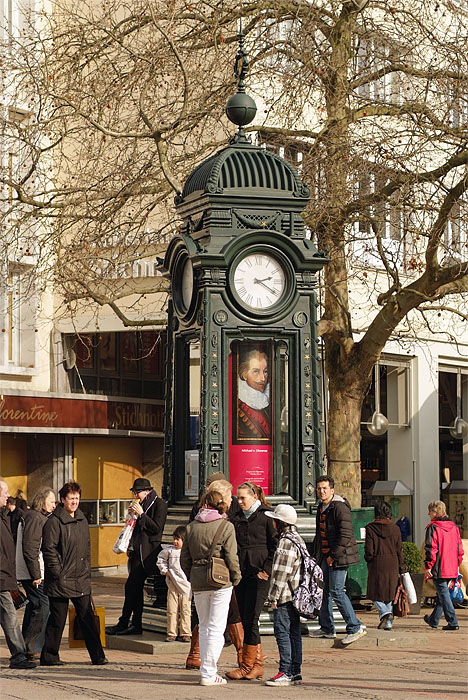
Treffpunkt, Wahrzeichen, Ausstellungsvitrine; die Kröpcke-Uhr im März 2009

Die Kröpcke-Uhr in Hannover ist einer der traditionellen Treffpunkte in der Stadt. Als eines der Wahrzeichen der niedersächsischen Landeshauptstadt dient die Uhr heute zugleich als Vitrine für wechselnde Kunstausstellungen und -präsentationen. Standort ist der Kröpcke als „platzartige Erweiterung“ in der Fußgängerzone vor dem Café Kröpcke am Schnittpunkt der Georgstraße mit der Bahnhof- und Karmarschstraße sowie der Rathenaustraße im Stadtteil Mitte.

## Geschichte

### Von den Ursprüngen bis zur Einweihung – 1871 bis 1885
Nachdem der schweizerische Konditor Georg Robby 1871 sein Café von der Leinstraße verlegt hatte an den zentralen Platz neben dem Hoftheater, in einen Neubau aus Gusseisen und Glas des Architekten Otto Goetze, entwickelte sich das „Café Robby“ mit seinem Kaffeegarten rasch zu einem der bekanntesten und beliebtesten Anziehungs- und Treffpunkte überhaupt in Hannover, insbesondere auch für Künstler. Der spätere Pächter und Namensgeber des Café Kröpcke, Wilhelm Kröpcke, soll laut Dieter Brosius noch im Jahr der Pacht-Übernahme „1885 vor dem Café die Wettersäule aufstellen“ lassen haben. Tatsächlich ging die Aufstellung der Wettersäule jedoch auf eine Initiative des Bürgervereins der Stadt zurück. Der Verein hatte aus den eigenen Reihen extra ein Komitee gebildet, das sich zum Spendensammeln schon am 21. Februar 1883 durch einen öffentlichen Aufruf an die Mitbürger gewandt hatte:

„Zur Verbreitung der Wissenschaft [... sollte das Bauwerk meteorologische Instrumente enthalten, die ...] Einheimischen wie Fremden tägliche Witterungsberichte und -prognosen, ferner wichtige und geographische und sonstige Angaben [...] zur Beobachtung darbieten [sollte].“

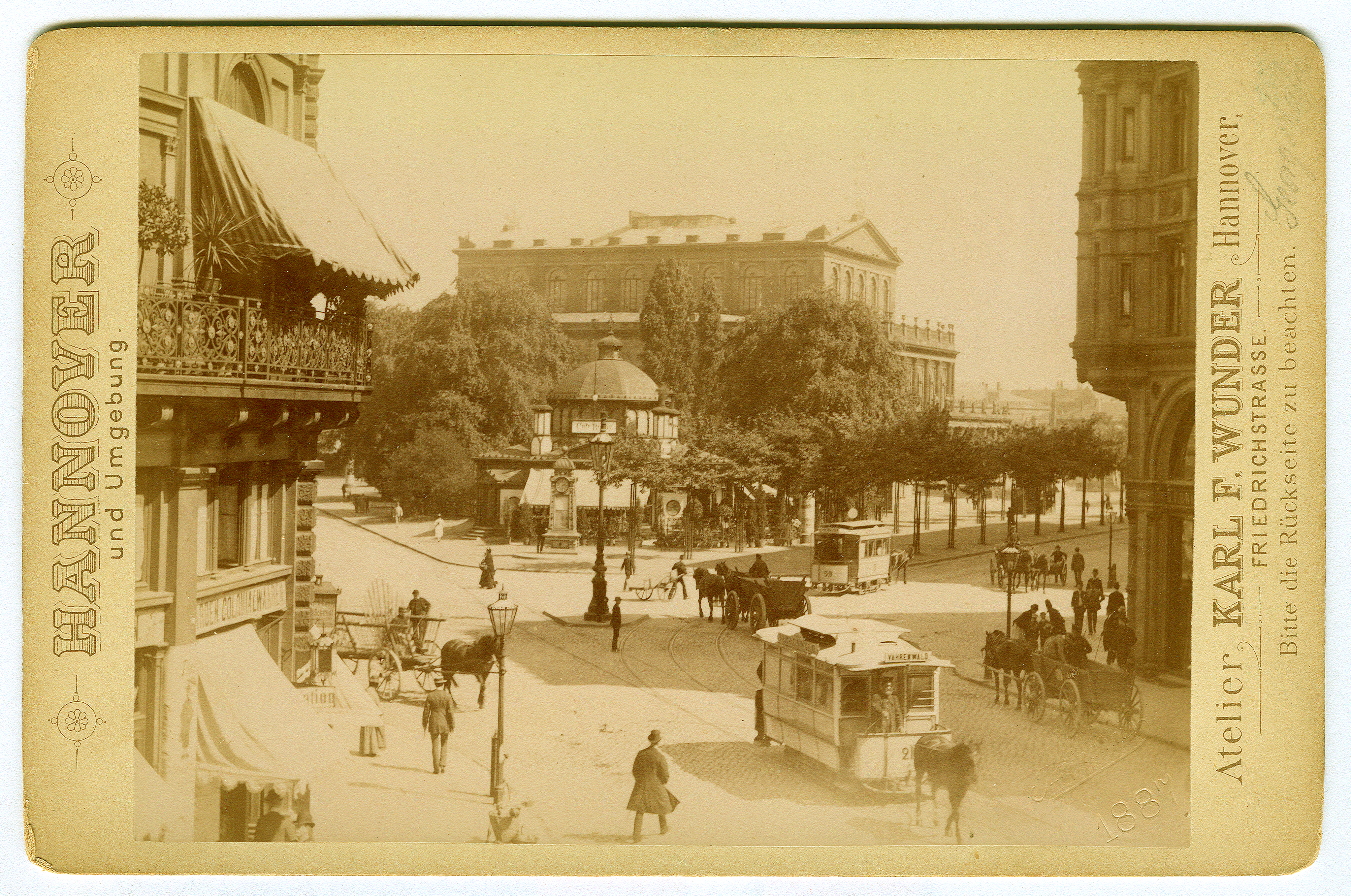
Die „Wettersäule“ vor dem Café Robby;
„Momentaufnahme“ im Kabinettformat von Karl F. Wunder, 1887

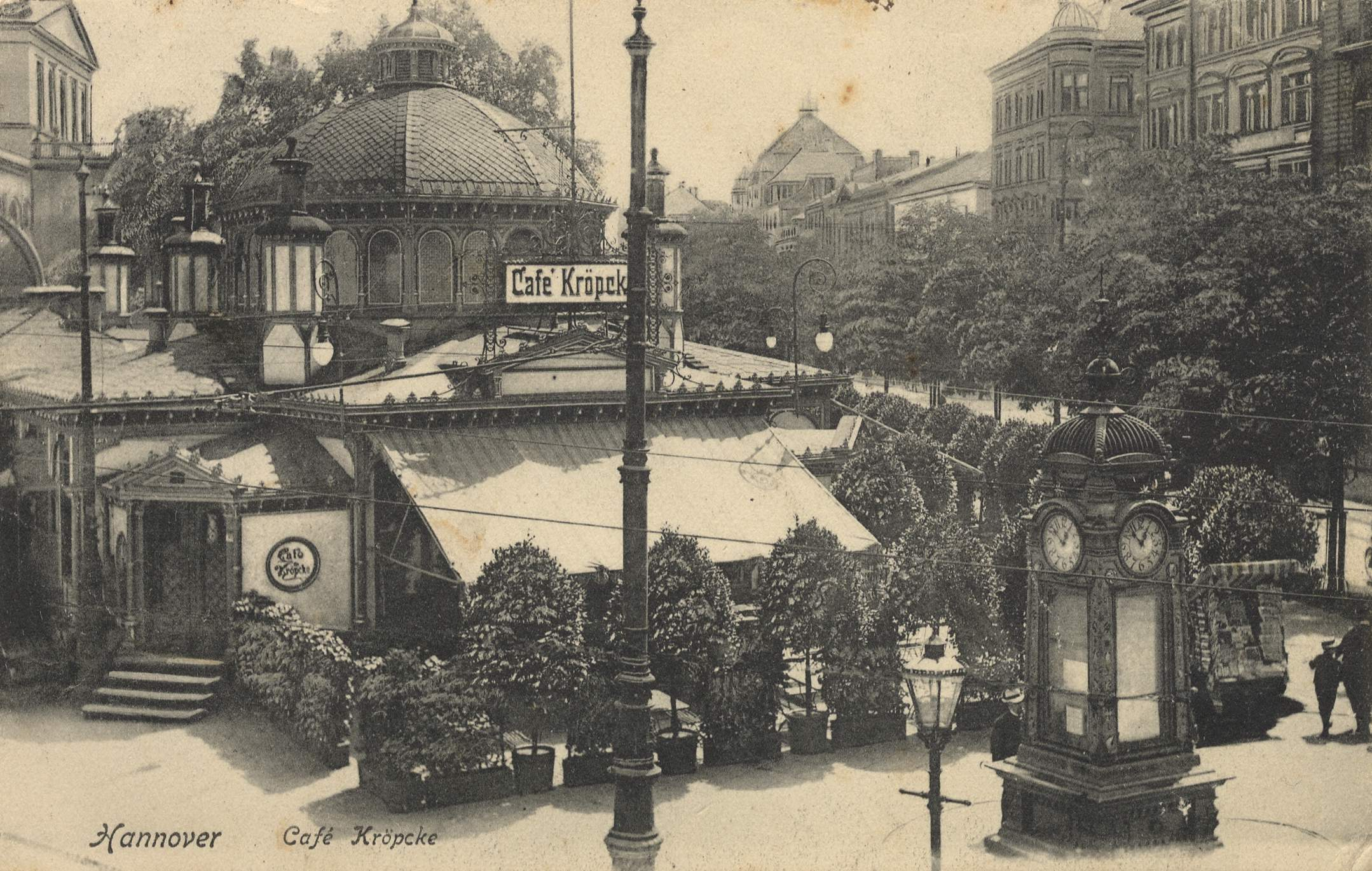
Nahaufnahme der Uhr vor dem Café Kröpcke;
Ansichtskarte der Norddeutschen Papier-Industrie, um 1900

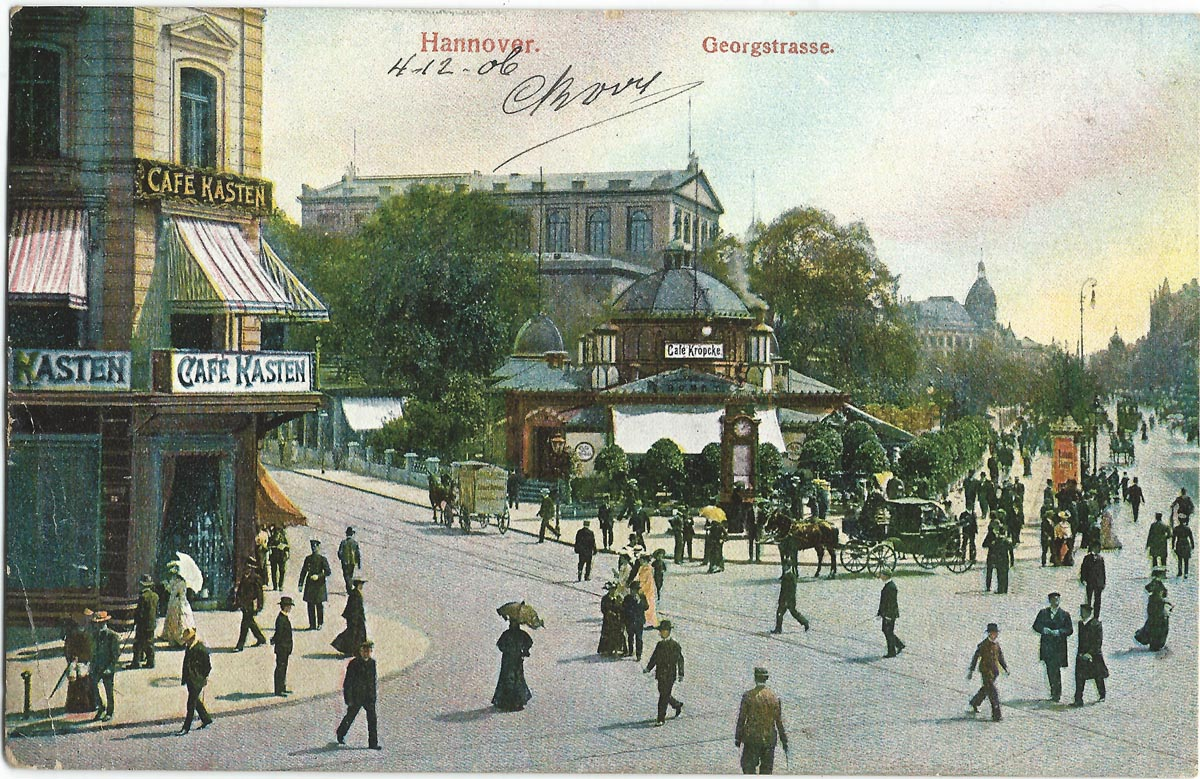
kolorierte Ansichtskarte, um 1900

Erst später kam der Gedanke an weitere Informationsmöglichkeiten hinzu, wie etwa an eine Uhr. Darüber hinaus sollte das „Straßenmöbel“ dann auch einen Plan der Stadt Hannover erhalten, tagesaktuelle Nachrichten, einen Fahrplan der Eisenbahn und – zwecks Vergleichsmöglichkeiten – die Zeitvergleiche zwischen verschiedenen europäischen Hauptstädten. So vergab der Bürgerverein den Auftrag zur Baukonstruktion schließlich an den Architekten Conrad Oertel. Dieser schuf eine architektonische „Symbiose“, vor allem durch einen helmartigen Aufsatz über dem Uhrwerk, der der Kuppel des Cafés angepasst war. Aber auch die Unterkonstruktion mit Stahlprofilrahmen, getriebenen Blechen und verglasten Seitenteilen passten sich der Architektur des Cafés an. Durch einen bestimmten Abstand der Uhr zum Café-Pavillon schuf Conrad Oertel darüber hinaus städtebaulich die Voraussetzung, dass die beiden Bauwerke als eine Einheit wahrgenommen werden konnten.
Nach gut zwei Jahren Planung und einem vom städtischen Bauausschuss bewilligten Bauantrag hatte das Bürgerverein-Komitee schließlich auch die erforderlichen 2.800 Mark aus Spenden der Bürger zusammen – und so bezeichnete der Hannoversche Courier am 8. November 1885 die Einweihung der multifunktionalen Wettersäule als „wichtige Bereicherung der öffentlichen Einrichtungen an einer der frequentesten Stellen der [Georgstraßen-]Promenade“. Seitdem wurde das technische Bauwerk in nahezu sämtlichen alten Stadtplänen als „Normaluhr“ bezeichnet.

### Propaganda, Krieg, Demontage und Ersatz – die 1930er Jahre bis 1955
In den 1930er Jahren war die ehemals multifunktionale Wettersäule zunächst mehr und mehr zu Reklamezwecken, zur Zeit des Nationalsozialismus dann auch zur Propaganda umfunktioniert worden. So erteilte der Gaubefehlsstand schon zu Beginn des Luftkriegs den Befehl, alle meteorologischen Geräte außer Betrieb zu setzen – „aus kriegswichtigen Gründen“. Trotz anderslautender Befehle fand sich offenbar doch noch ein Temperaturanzeiger in der Kröpcke-Uhr: Dies wurde nach dem 429 Fliegeralarm deutlich, nachdem in der Nacht vom 8. auf den 9. Oktober 1943 die schwersten Luftangriffe überhaupt auf Hannover geflogen worden waren, durch die die Innenstadt nahezu zerstört wurde. Zahlreiche erhaltene Fotografien belegen, wie sich im Inferno rund um die Kröpcke-Uhr „die Umrisse der auf die Straße stürzenden glühenden Fassadenreste in den Asphalt fraßen.“ Noch Tage nach dem Feuersturm musste die Feuerwehr die Trümmermassen mit Wasser kühlen – doch die Kröpcke-Uhr hatte „überlebt“. Über ihren Temperaturanzeiger schrieb der Journalist und Bildreporter Reinhold Leszmann in einem Brief an Gaupressamtsleiter Dittmann im NS-Gaubefehlsstand am Schützenplatz:

„Der Temperaturanzeiger hat in der Nacht vom 8. auf den 9. Oktober [1943] in vollem Maße seine Pflicht getan. Kurz nach 1.30 Uhr zeichnete der Temperaturschreiber in rapidem Aufstieg bis zur Höchstgrenze von 35 Grad, um dort bis etwa 7.00 Uhr morgens zu verharren. Die normale Temperatur ist erst etwa nach 2 Tagen (lt. Temperaturschreiber) wieder erreicht.“

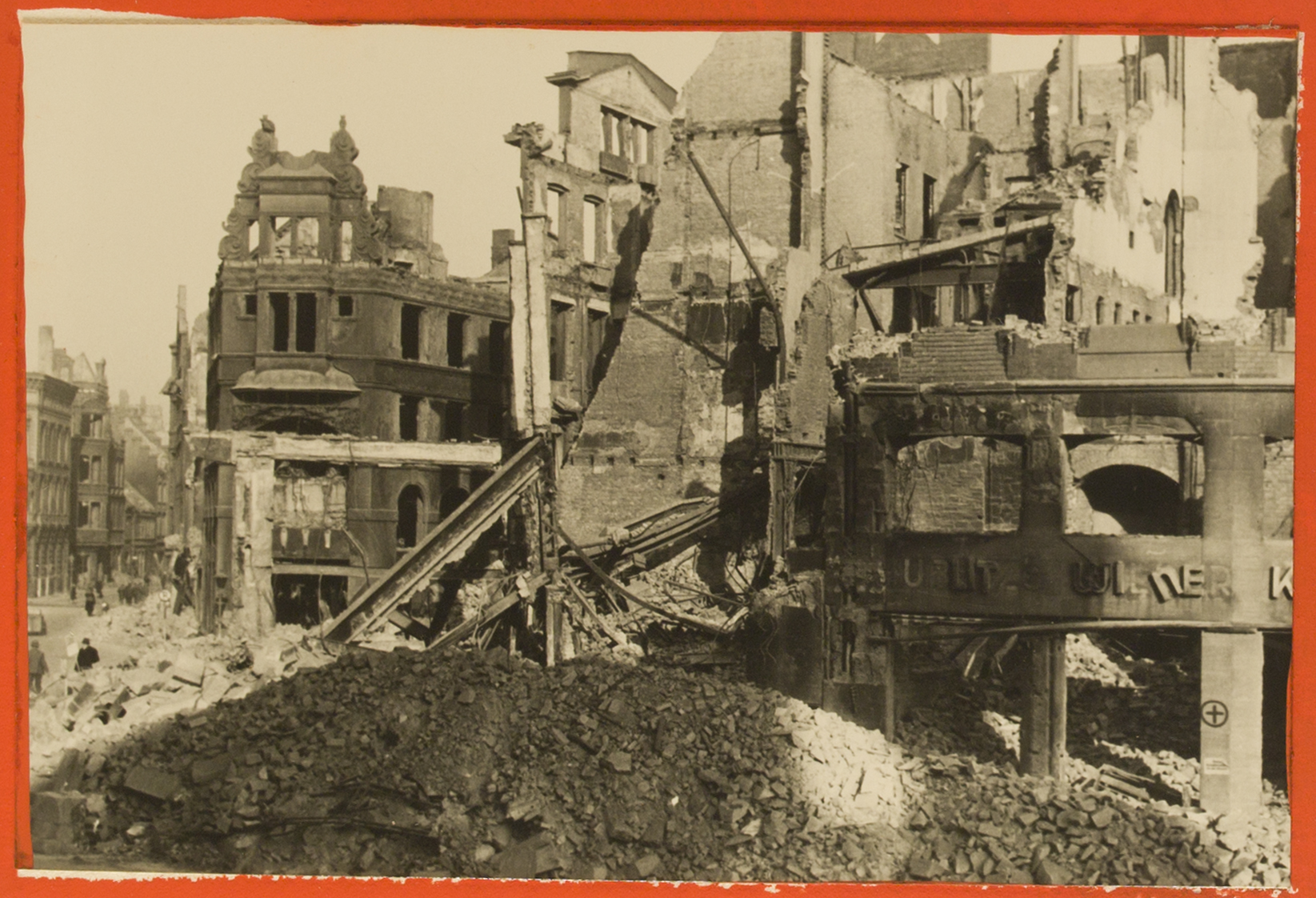
1945: Ein Ergebnis der Luftangriffe auf Hannover, hier der Blick von der Bahnhofstraße nahe der Kröpcke-Uhr zum Gebäude an der Georgstraße Ecke Andreaestraße, mit Überlebenden zwischen Schuttbergen. Die Kreuzmarkierung am rechten Bildrand steht für die Nachricht „Auf Leichen durchsucht“;
Dokumentarfotografie von Edmund Lill

Weiter bat Bildreporter Leszmann schriftlich, diesen „Streifen Papier [als] ein wertvolles Dokument für die Geschichte der Gauhauptstadt [...] pressemäßig auswerten zu dürfen“. Selbstverständlich durfte er nicht; ein Foto der aufrechten Kröpcke-Uhr als Zeichen „unerschütterlichen Überdauerns“ am seit 1933 so benannten Adolf-Hitler-Platz passte da schon eher ins gewünschte Bild. Eine hastig auf den Grundmauern des zerstörten Café Kröpcke errichtete Arbeitsdienst-Baracke brannte schließlich bei einem weiteren Angriff am 25. März 1945 vollständig nieder – und noch immer „überdauerte“ die Kröpcke-Uhr.
Die Kröpcke-Uhr überdauerte
- den Einmarsch amerikanischer Kampftruppen am 10. April 1945[10]
- die auf Anweisung der britischen Militärregierung in Hannover abgehaltene erste „Export-Messe“ 1947[11] und das damit verbundene Zelt-Provisorium anstelle des zerstörten Café Kröpcke[12]
- die Währungsreform von 1948[13]
- den Beginn der „Zeit des Wiederaufbaus“ mit dem Neubau von Geschäftshäusern wie etwa – allen voran – das Europa-Haus[14]
- und am 17. August 1948 die Eröffnung des Café Kröpcke nach einem Entwurf von Dieter Oesterlen[15]

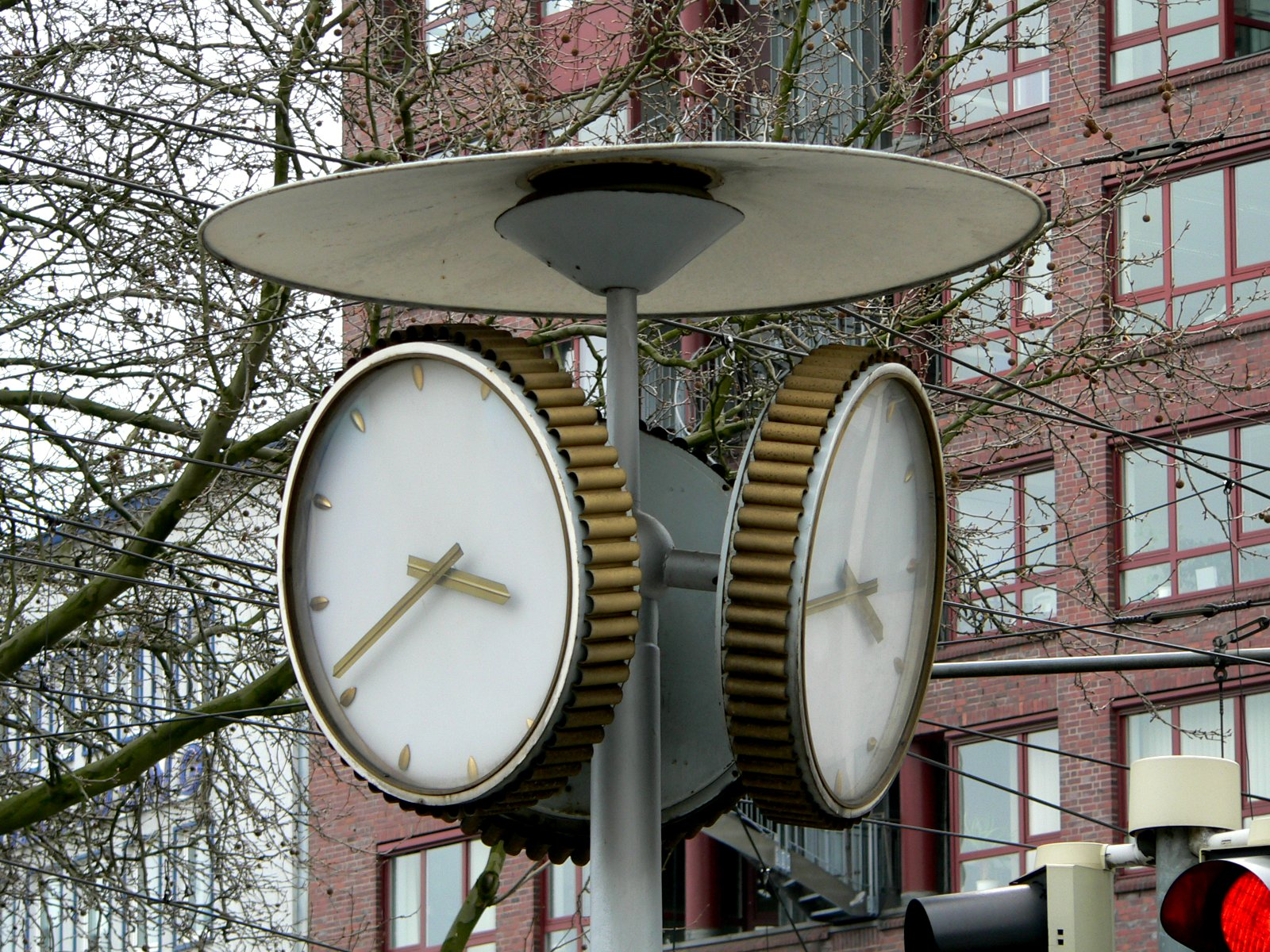
Cravatzo-Uhr von Karl Cravatzo gegenüber dem Anzeiger-Hochhaus (2006)

Es war jedoch genau dieser Neubau des Café Kröpcke, der am 25. Oktober 1954 zum Abbruch der Kröpcke-Uhr führte. Ihre Demontage lag im Bestreben von Stadtbaurat Rudolf Hillebrecht, der Hannover „modernisieren“ wollte, und entsprach auch den Wünschen des Architekten Oesterlen, „der »sein« Café [Kröpcke] ins rechte Licht rücken wollte“. An der Stelle der Uhr wurde zunächst auch nur eine Windrose in das Straßenpflaster eingelassen.
Knapp ein Jahr später wurde hier am 3. Oktober 1955 eine andere Uhr nach einem Entwurf des städtischen Baurats Karl Cravatzo installiert, die laut einer Inschrift auf einem Messingring vom „Lister Möbellager“ (ehemals Alte Celler Heerstraße Ecke Hallerstraße) gestiftet wurde. Nachdem diese Uhr wegen der geplanten Bauarbeiten für die neue hannoversche U-Bahn an die Windmühlenstraße Ecke Georgstraße umgesetzt worden war, wurde sie dort durch einen Kran so schwer beschädigt, dass eine Reparatur als nicht lohnend betrachtet wurde.

### Neubau und Kulturbühne: Die Jahre ab 1977

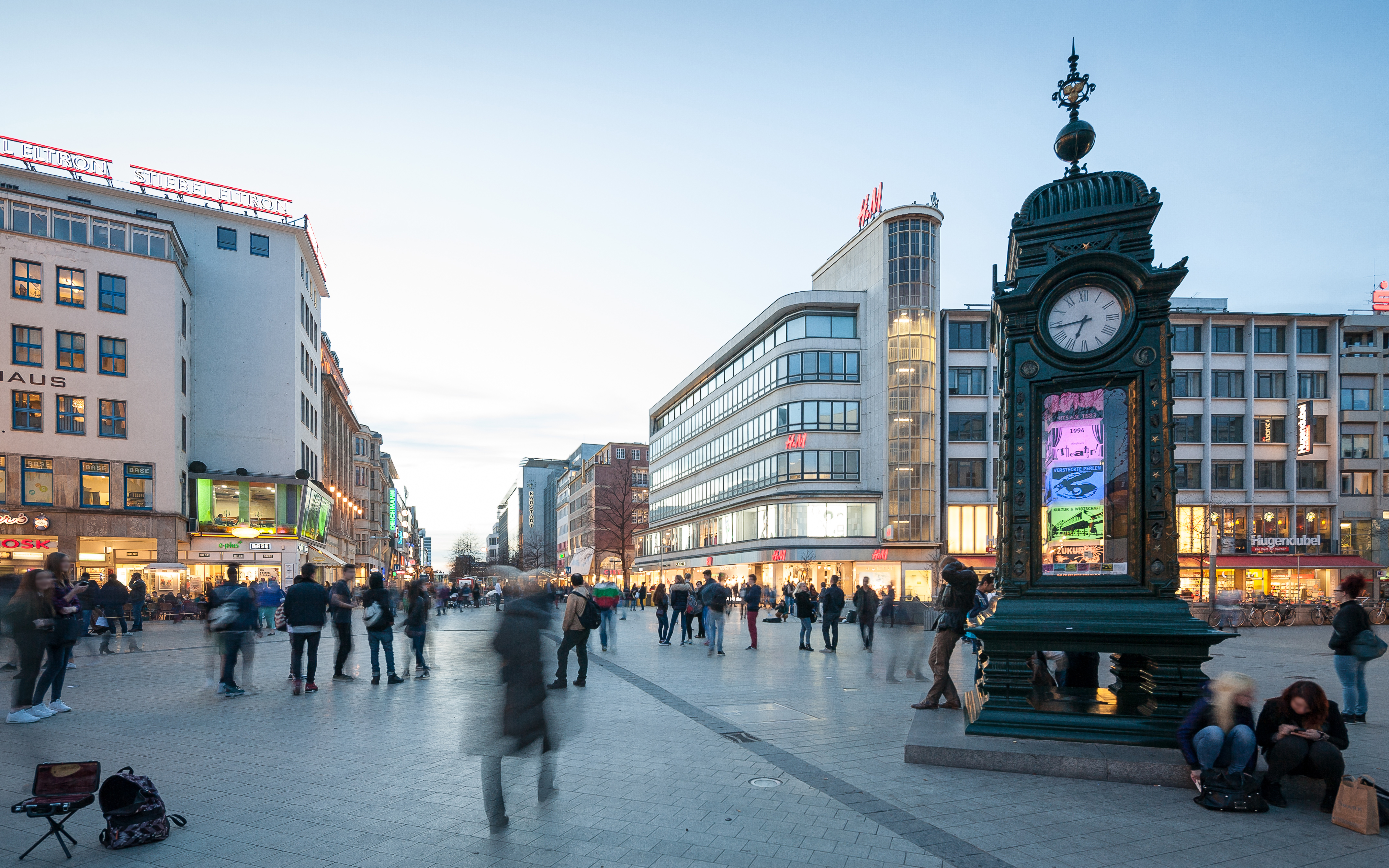
Die Kröpcke-Uhr 2014

1977 weihte der damalige Oberbürgermeister Herbert Schmalstieg den heutigen Nachbau der ersten Kröpcke-Uhr ein. Um den später zunehmenden Vandalismus an der Uhr einzudämmen, kam etwa 1995 der Künstler Joy Lohmann auf die Idee, die von Bürgern für Bürger geschaffene Uhr als Ort der Kultur zu nutzen.
Seit etwa 2005 wird die Uhr von dem Verein Kulturraum Region Hannover betreut und wird seitdem für wechselnde Ausstellung und Kunstaktionen verschiedener Künstler genutzt.
Am 31. Mai 2015 fand, organisiert vom Verein Kulturraum Region Hannover, eine große „Geburtstagsfeier“ zum 130-jährigen Jubiläum der Aufstellung der ehemaligen Wettersäule statt.

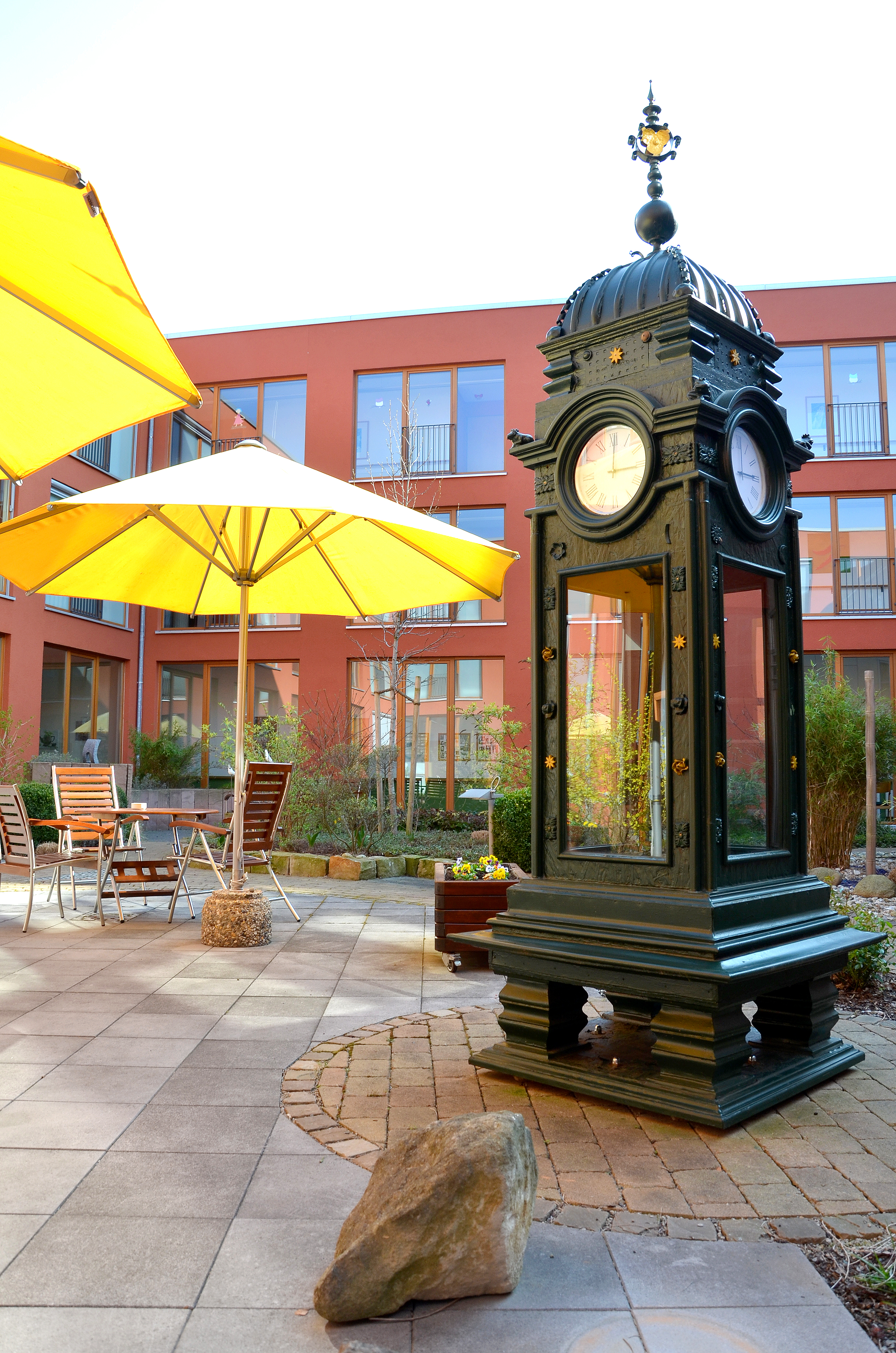
1:2-Nachbildung der Kröpcke-Uhr in Wettbergen
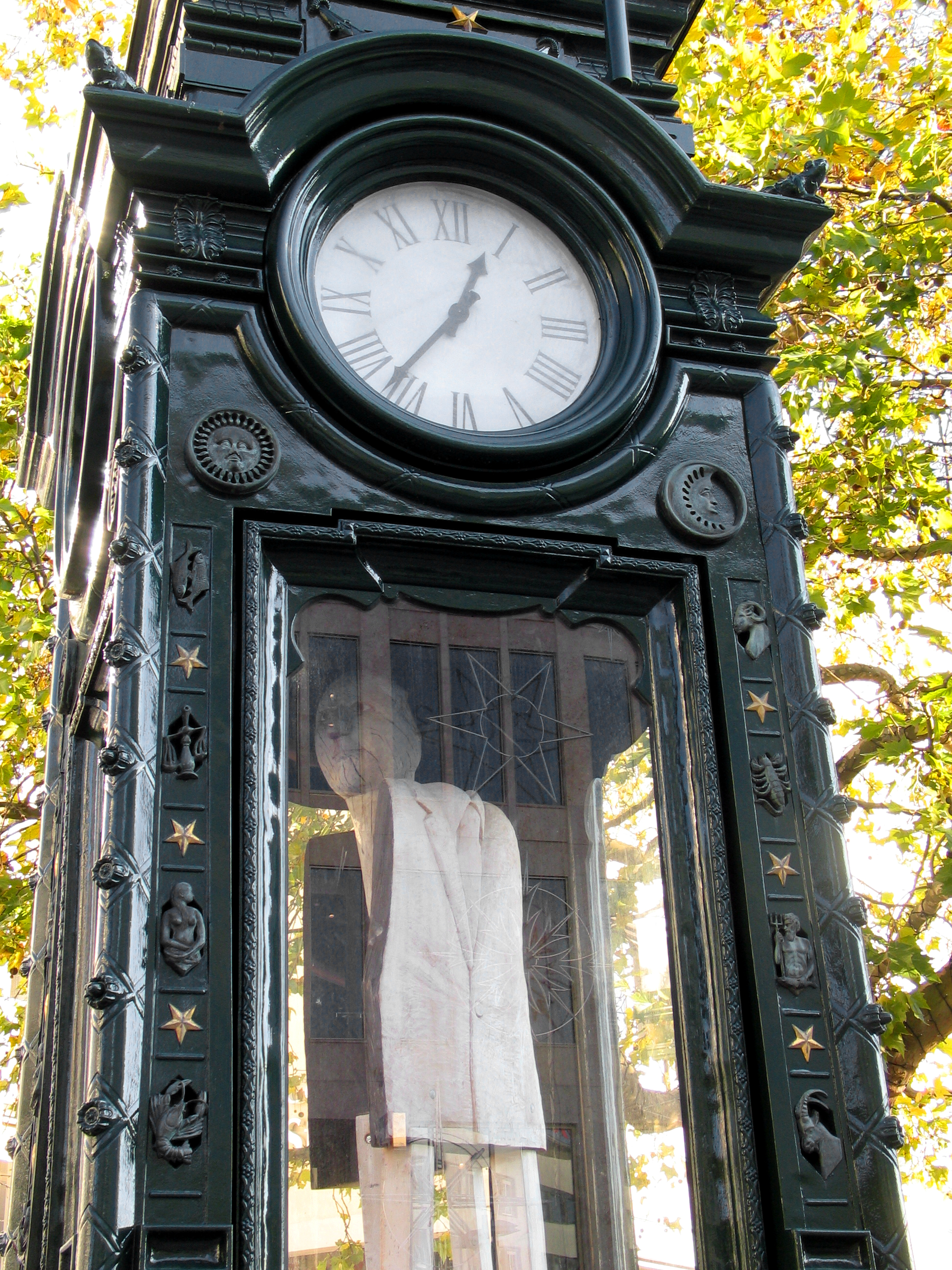
„Klappmann“ von Ulrike Enders in der Kunst-Vitrine der Kröpcke-Uhr, November 2012
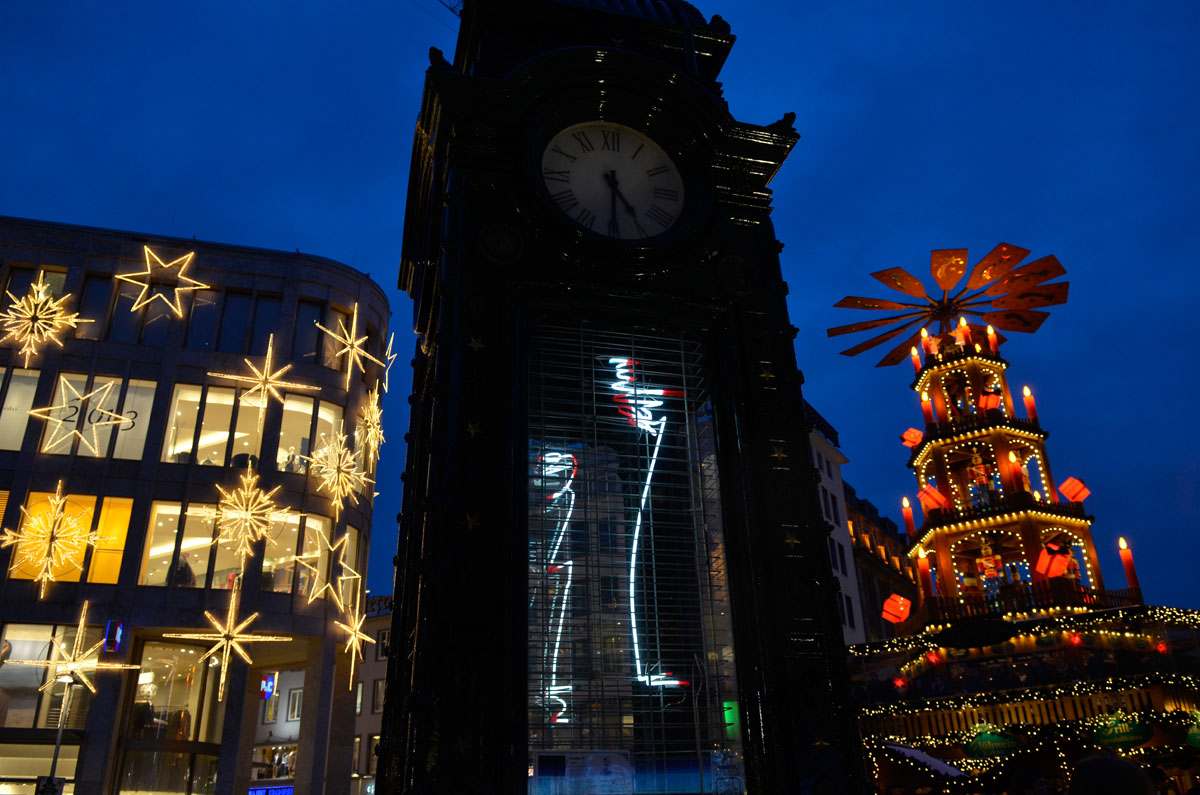
„paradies 0.9“, Lichtinstallation von Franz Betz, um Weihnachten 2012
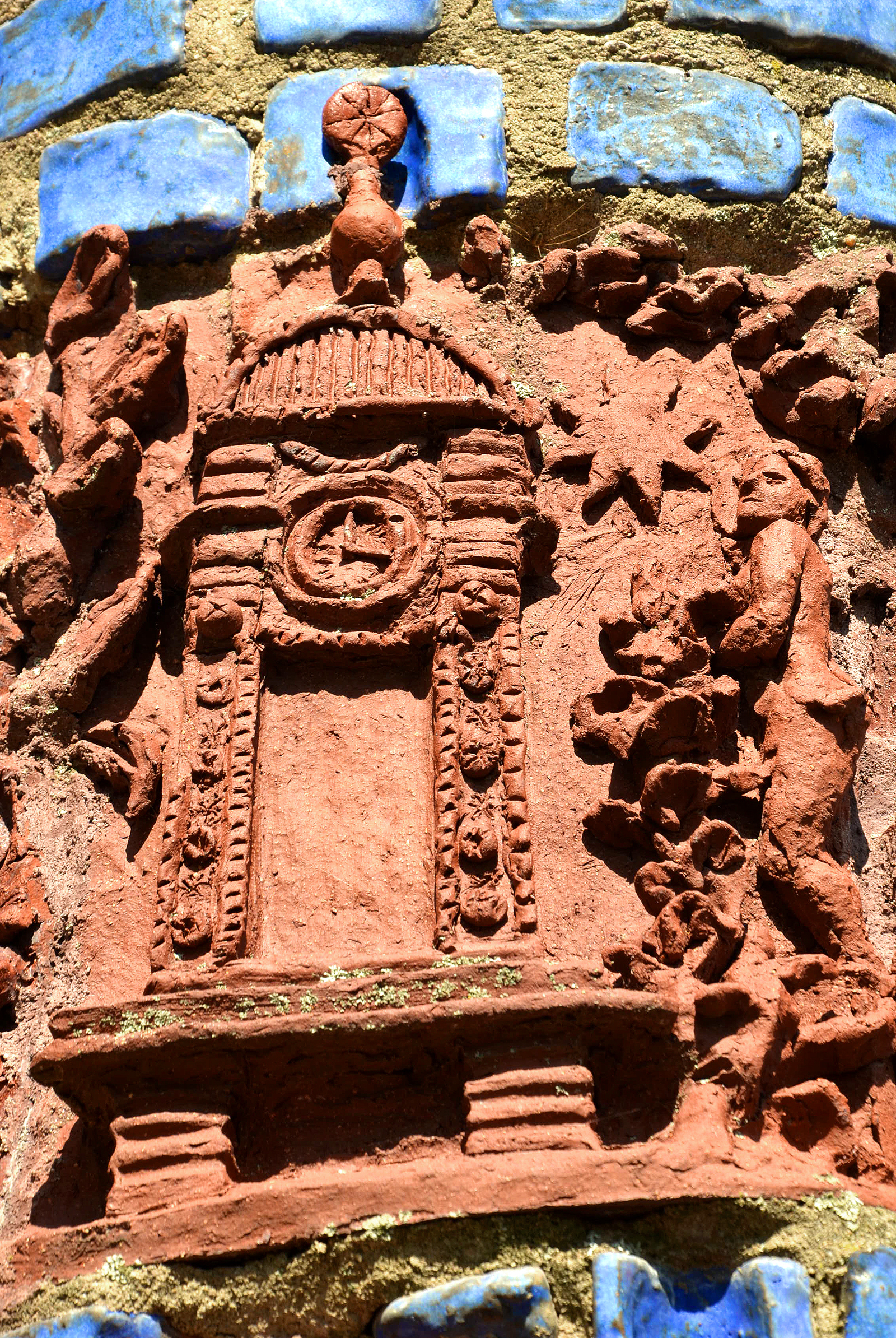
Kröpcke-Uhr aus Terrakotta am Margot-Engelke-Zentrum in der Geibelstraße

### Kunstaktion zum russischen Überfall auf die Ukraine 2022

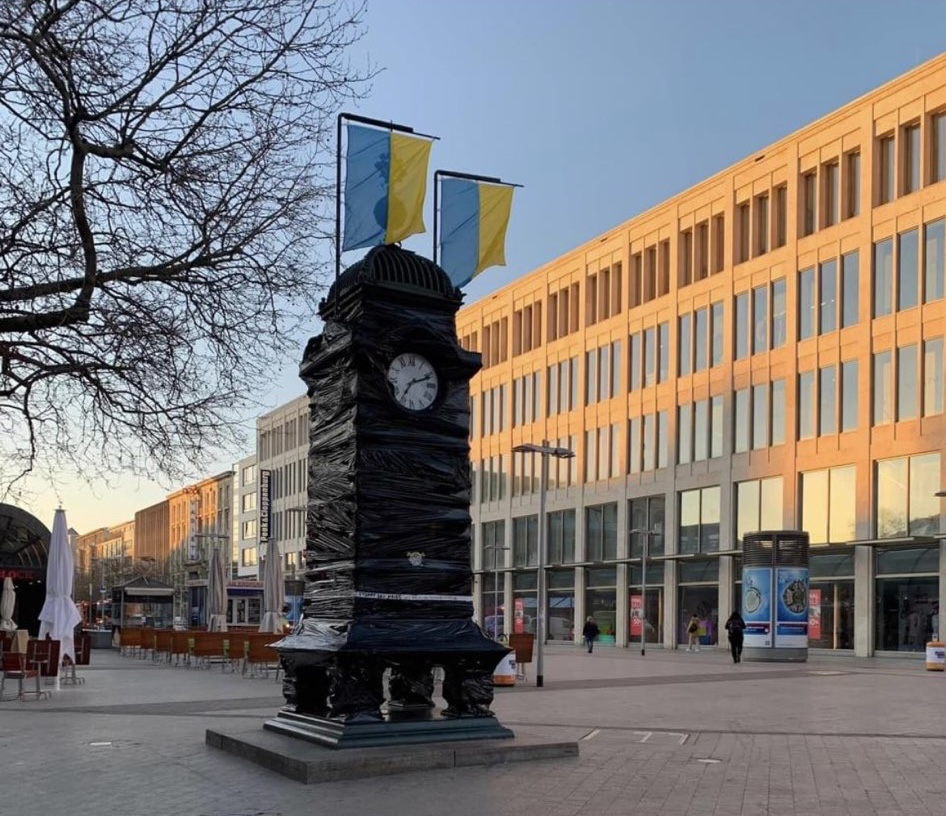
Die schwarz verhüllte Kröpcke-Uhr „trägt Trauer“, 2022

Im Rahmen einer Kunstaktion wurde am 4. März 2022 die Kröpcke-Uhr mit schwarzer Folie verhüllt. Im Innern befindet sich eine Lichtinstallation, zu der Betontrümmer, Drahtgeflecht und ein Stroboskopblitz gehören. Auf der Uhr sind zwei ukrainische Fahnen angebracht worden. Die Kunstaktion ist ein Zeichen der Trauer über den Krieg in der Ukraine und des Protests gegen den am 24. Februar 2022 begonnenen russischen Überfall auf die Ukraine. Durchgeführt wurde die Aktion vom Ton- und Bühnenbildkünstler Detlef Splitt aus Lindwedel in Kooperation mit dem Verein KulturRaum Region Hannover.